# Robin Dubois
 (juillet 2022).
Si vous disposez d'ouvrages ou d'articles de référence ou si vous connaissez des sites web de qualité traitant du thème abordé ici, merci de compléter l'article en donnant les références utiles à sa vérifiabilité et en les liant à la section « Notes et références ».
Robin Dubois est le personnage éponyme de la série de bande dessinée humoristique créée par Turk et De Groot aux éditions du Lombard. Cette série parodiant les aventures de Robin des Bois repose sur le même genre d'humour que Léonard, des mêmes auteurs.

## Auteurs
- Scénario : Bob de Groot
- Dessin : Turk, Miguel Diaz Vizoso (tomes 20 et 21), Ludowick Borecki (tomes 20 et 21)
- Couleur : Miguel Diaz Vizoso (tome 20), Sylvaine Scomazzon (tome 21)

## L'histoire
Dans la forêt de Sherwood, Robin Dubois est un bandit de grand chemin. Sa spécialité : détrousser les voyageurs imprudents en proférant  « La bourse ou la vie ? ». Il est à la tête d'une troupe d'autres marauds aussi peu recommandables. Un de ses passe-temps favoris est de boire un coup à la taverne de Nottingham avec le shérif, qui d'ailleurs n'ignore rien de ses activités, ne serait-ce que parce qu'il en est régulièrement la victime.
Plusieurs personnages secondaires apparaissent aussi au cours des histoires, dont un mage farfelu qui préfigure Léonard.

## Personnages principaux
Robin Dubois est le héros, détrousseur de braves gens, excellent camarade par ailleurs. Il traîne souvent avec le shérif, ce qui lui vaut parfois des ennuis, par exemple quand il est enrôlé pour les croisades. Bien que la série porte son nom, Robin Dubois joue parfois un rôle secondaire, les prises de bec entre le shérif et sa femme Cunégonde donnant lieu à un nombre important de gags.
Fritz Alwill est le shérif de Nottingham. Il vit dans un château un peu à l'extérieur de la ville et a parfois des problèmes avec ses administrés, par exemple à cause des impôts qu'il voudrait lever. En dépit de la logique, Robin et lui sont copains comme cochons et ils trinquent souvent ensemble à l’estaminet, à condition que Cunégonde ne se pointe pas pour en extraire son mari. 
Cunégonde est la femme du shérif. Elle a à peu près le même gabarit que Mathurine dans Léonard et ne supporte pas de voir son mari sortir boire un coup en ville, d'autant plus que c'est elle qui fait le ménage de tout un château alors que le shérif ne fait rien. Elle aime faire les boutiques. Le principal running gag autour de ce personnage est son effroyable lenteur à choisir quelle tenue mettre pour sortir, le temps qu'elle met pour se décider pouvant aller de quelques heures à plusieurs mois.
Les chevaliers teutoniques disposent d'une caserne à proximité. Ils sont toujours revêtus de leur armure et ne se distinguent les uns des autres que par leur casque orné de cornes, ailes d'oiseau ou guidon de vélo, en passant par une épée. Ils ont aussi un accent tudesque très prononcé, qui a le don d'agacer Robin Dubois.
Parmi les nombreux autres personnages secondaires : la sorcière, le moine, Armand le perroquet, le facteur, le percepteur d'impôt (qui s'en prend au shérif), le coiffeur, etc.

## Albums
Les aventures de Robin Dubois sont d'abord parues dans le Journal de Tintin avant d'être publiées en albums complets, conjointement par Dargaud et les Éditions du Lombard jusqu'au numéro 9, séparément ensuite.
La liste ci-dessous correspond à l'ordre numérique des albums. D'un point de vue chronologique, l'album no 12 est paru avant le no 11 (respectivement en janvier 1985 et en mai 1986).
1. Pour une poignée de gags (collection Vedette no 28, 1974)
2. La Foire aux gags (collection Vedette no 37, 1975)
3. Dites-le avec des gags (collection Vedette no 47, 1977)

1. Plus on est de fous… (1979)
2. Le fond de l’air est bête (1979)
3. Ça va chez vous ? (1980)
4. Loin du Tyrol ! (1980)
5. Dites-le avec des gags (réédition, 1981)
6. Merci d’être venu ! (1982)
7. La Promenade des Anglais (1983)
8. Dur, dur ! (1983)
9. Histoires sans histoires (1984)
10. Négoce en Écosse (1985)
11. Ça va pas, la tête ? (1986)
12. Les jeux sont faits (1985)
13. T’as d'beaux yeux tu sais ! (1986)
14. Qu’est-ce qu'elle a ma gueule ? (1986)
15. L'Eldoradingue (1988)
16. Des “Oh” et des “bah” (1989) Alph-Art jeunesse au festival d'Angoulême 1990
17. Tu viens, shérif ? (1996)
18. On se calme ! (1997)
19. Fritz-la-jungle (1998)
20. Au bout du rouleau (2007)
21. La Bourse ou l’habit ? (2008)

- Hors-série : Premiers Pas (1984)

## Publication

### Périodiques
- Le Journal de Tintin

### Éditeurs
- Éditions du Lombard (collection Vedette) : tomes 1 à 3 de la première série
- Éditions du Lombard (Belgique) et Dargaud (France) : tomes 1 à 9 (première édition des tomes 1 à 4 et 6 à 9)
- Le Lombard : tomes 1 à 21 et hors-série (première édition des tomes 10, 11, 17 à 21 et du hors-série)
- Dargaud : tomes 12 à 16 (premières éditions des tomes 12 à 16)